# Fuji (Shizuoka)
Fuji (富士市?, Fuji-shi) è una città giapponese nella prefettura di Shizuoka.
Nel 2007, la popolazione è stata stimata in 237.078 individui, con una densità di 1107,3 abitanti per km². L'area totale della città è di 214,10 km².
La città sorge alla pendici del monte Fuji, su una sponda dell'omonimo fiume. Si affaccia sul mare, e le sue coste sono bagnate dalle acque della baia di Suruga, già Oceano Pacifico.
Il 1º novembre 1966 alla già esistente città di Fuji sono state ufficialmente unite le limitrofe Yoshiwara e Takaoka, formando di fatto la nuova città di Fuji. Nel 2001 ha ricevuto dal governo centrale lo status di città speciale, incrementando così la propria autonomia.
Fuji è un centro industriale nella parte orientale della prefettura di Shizuoka. È la sede di molte fabbriche di carta, per un totale di 365 impianti. Fuji è raggiunta dal Tokaido shinkansen, alla stazione di Shin-Fuji.